# あかぎ信用組合
あかぎ信用組合（あかぎしんようくみあい）は、群馬県前橋市に本店を置く信用組合。
ATMでは、しんくみ お得ねっと提携信用組合のカードによる出金は自組合扱いとなる。オムロン及びそれを承継するLeadus製ATMを導入している。

## 沿革
- 1954年（昭和29年）5月 設立。
- 1994年（平成6年）4月1日東毛信用組合と群馬信用組合の合併により誕生。
- 2017年（平成29年）- 3月4日、地域の農業法人を支援するファンドを設立[2]。
- 2017年（平成29年）- 9月18日、本店を前橋市千代田町から前橋市六供町に移転。